# Victor Grignard
François Auguste Victor Grignard (født 6. maj 1871 i Cherbourg, død 13. december 1935 i Lyon) var en Nobelpris-vindende fransk kemiker.
Grignard, der oprindeligt var uddannet matematiker fra Université de Lyon, begyndte senere at studere kemi og fattede særligt interesse for organiske halogenforbindelsers reaktion med magnesium. Han blev professor ved Nancy-Université i 1910. 
Her fandt han de såkaldte Grignardforbindelser, som er organiske magnesiumforbindelser. Opdagelsen gav ham Nobelprisen i kemi i 1912 (sammen med landsmanden Paul Sabatier). Hans vigtigste videnskabelige bedrift er den såkaldte Grignardreaktion, som er en metalorganisk kemisk reaktion.
Under 1. verdenskrig stod Grignard for fremstillingen af sennepsgas og fosgen.